# 铁灵花
铁灵花（学名：Celtis philippensis var. consimilis）为榆科朴属下的一个变种。

## 扩展阅读
- 維基物種上的相關：铁灵花